# 皮奥贝塔
皮奥贝塔（法語：Piobetta，法語發音：[pjɔbɛta]）是法国上科西嘉省的一个市镇，属于科尔泰区。

## 地理
皮奥贝塔（42°20'40"N, 9°23'0"E）面积4.81 平方千米，位于法国上科西嘉省，该省份位于科西嘉北部，后者为地中海西部的一座岛屿，也是法国的一个单一领土集体，位于法国大陆部分的东南面，意大利半島的西面，最临近的地块是撒丁岛。
与皮奥贝塔接壤的市镇（或旧市镇、城区）包括：皮亚内洛、塔拉诺。

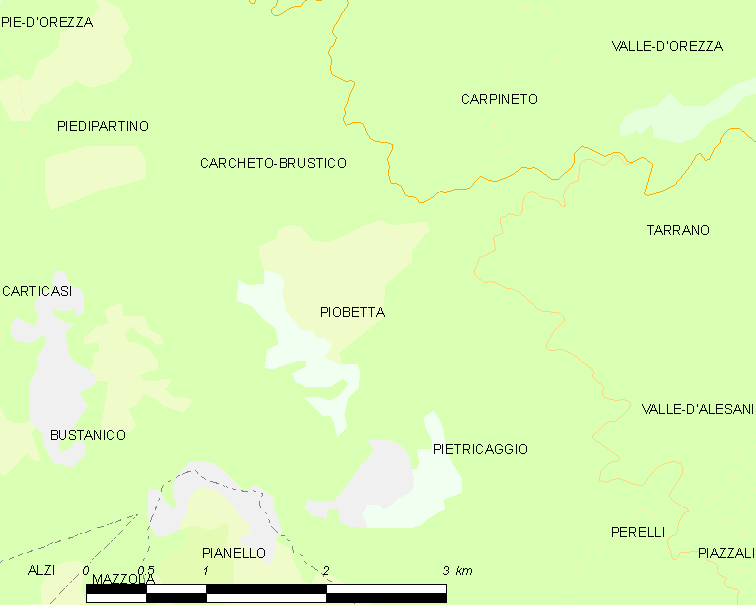
皮奥贝塔的OSM定位图

皮奥贝塔的时区为UTC+01:00、UTC+02:00（夏令时）。

## 行政
皮奥贝塔的邮政编码为20234，INSEE市镇编码为2B234。

## 政治
皮奥贝塔所属的省级选区为卡斯塔尼恰县。

## 人口

1962-2008年间皮奥贝塔人口变化图示

皮奥贝塔于2022年1月1日时的人口数量为18人。